# Tribunal de Conflitos
O Tribunal de Conflitos é o Tribunal superior de Portugal que, após os recursos ordinários dentro de cada jurisdição, aprecia e julga os conflitos de jurisdição entre os Tribunais Judiciais e os Tribunais Administrativos e Fiscais. 
O julgamento dos demais casos de conflitos de jurisdição que não sejam da competência do Tribunal de Conflitos pertence ao Supremo Tribunal de Justiça.

## História
O Tribunal de Conflitos foi criado pelo Decreto-Lei nº 23.185 de 30 de Outubro de 1933.
Até 2019 o Presidente do Supremo Tribunal Administrativo era, por inerência, Presidente do Tribunal de Conflitos.
Para cada caso eram sorteados para integrar o Tribunal de Conflitos 3 Juízes-Conselheiros do Supremo Tribunal Administrativo e 3 Juízes-Conselheiros do Supremo Tribunal de Justiça. O Presidente do Tribunal de Conflitos apenas votava em caso de empate.
Em 2019 o Parlamento procedeu à reforma da legislação sobre o Tribunal de Conflitos. A Presidência passou a ser partilhada pelos Presidentes do Supremo Tribunal de Justiça e do Supremo Tribunal Administrativo, intervindo o Presidente de cuja jurisdição foi proferida a última decisão que dá causa ao conflito. Além do Presidente, os 6 juízes anteriores foram reduzidos a 2, sendo abolido o sorteio. O Presidente continua a votar apenas em caso de empate.

## Composição
O Tribunal de Conflitos é composto por 3 Juízes:
- Presidente do Supremo Tribunal de Justiça ou Presidente do Supremo Tribunal Administrativo consoante a última decisão seja de um Tribunal Judicial ou de um Tribunal Administrativo, respectivamente;
- Vice-Presidente do Supremo Tribunal de Justiça mais antigo;
- Vice-Presidente do Supremo Tribunal Administrativo do Contencioso Administrativo ou do Contencioso Tributário consoante a matéria em julgamento.[3]